# Ралица (поема)
„Ралица“ е поема на българския поет Пенчо Славейков, едно от най-популярните негови произведения.
Публикувана е за пръв път през 1893 година в списание „Мисъл“, а по-късно в редактиран вид е включена и в стихосбирките „Блянове“ (1898) и „Епически песни“ (1907).

## Сюжет
Останала рано сираче, след като баща ѝ заминава на гурбет, а майка ѝ се споминва, Ралица е отгледана от леля си. Хубавица, цялото село е влюбено в нея. Такъв е ѝ Стоичко Влаха, заможен и самовлюбен, но Ралица е влюбена в Иво Бойкин, който е беден. Вдигат сватба, всички са щастливи. Но един ден Стоичко причаква Ралица, докато пълни стомните с вода - той не се е примирил, че красавицата се е омъжила за друг. Предлага ѝ „армаган - огърлица рубета“, но девойката му отказва и побягва към къщи. Това ожесточава самовлюбения богаташ и в една снежна вечер, докато Иво излиза, за да посрещне майка си, която е на гости у брат му, Стоичко убива Иво с нож. По-късно майка му се прибира и разбира от снаха си Ралица, че Иво е излязъл и не се е прибрал. Тръгват да го търсят и се натъкват на трупа му. Съсипани от мъка, майката умира и я погребват до сина ѝ, а Ралица, въпреки мъката, ражда дете от Иво, което ѝ дава сили да продължи да се бори с тежкия живот, останала самотна майка без близки.